# Леонтьев, Михаил Иванович
Михаи́л Ива́нович Лео́нтьев (1 [11] сентября 1672 — 12 [23] сентября 1752) — генерал-аншеф русской императорской армии, двоюродный дядя Петра I, крупный землевладелец. С 1738 года губернатор, затем генерал-губернатор Киевской губернии. Его усадьба в центре Москвы дала название Леонтьевскому переулку.

## Биография
Своей карьерой обязан родству с царской фамилией: его тётя Анна Леонтьевна была матерью царицы Натальи Кирилловны.

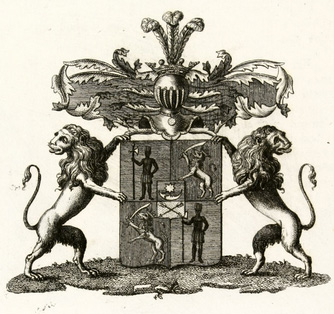
Герб Леонтьевых

Службу Леонтьев начал стольником. В 1700 году был произведён в прапорщики в 1-й драгунский (позднее Киевский) полк и в том же году — в поручики, в следующем году — в капитаны, в 1705 году — в майоры, в 1706 — в подполковники и в 1708 — в полковники. Сражался под Нарвой и 2 раза был ранен: под Гомантовым в 1702 году и под Мур-мызой в 1705 году. Но особенно отличился он под Полтавой, взяв 7 шведских знамён, серебряные литавры и носилки Карла XII; здесь же он получил третью рану.
В 1709 году Леонтьев был переведён в Невский драгунский полк и с этим полком продолжал принимать участие в военных действиях: находился при осаде Риги, Пернова и Ревеля, был в походе в Померанию (1711—1712) и в Голштинию (1713) и в осаде Штетина. В 1715 году Леонтьев совершил походы из-за границы в Малороссию, из Малороссии в Мекленбург и снова в Малороссию. В 1720 году был произведён в бригадиры с оставлением полковником над Невским полком. В 1721—1724 годах он состоял при строительстве Ладожского канала, в 1724 году был назначен членом Военной коллегии, а по переводе коллегии из Москвы в Петербург — главноприсутствующим в Военной конторе.
В 1726 году он был произведён в генерал-майоры и определён к ревизии Московской и Смоленской губернии: в следующем году назначен московским вице-губернатором и в том же году вместе с генералом фон дер Роппом отправлен на помощь германскому императору, но дошёл только до Смоленска. 

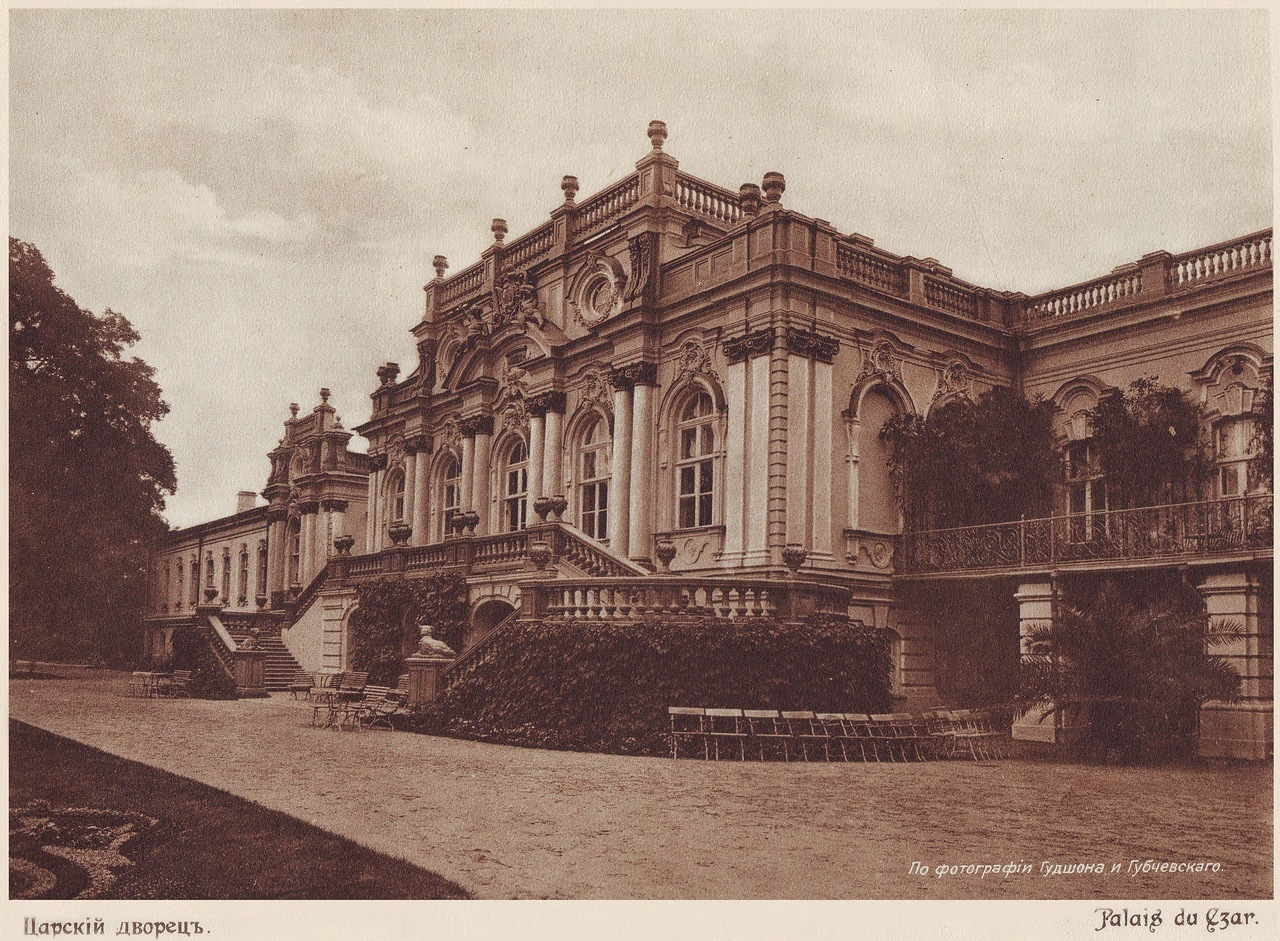
Дворец в Царском саду — одна из построек, которыми украсился Киев при губернаторе Леонтьеве

При короновании Петра II (1728) он, в числе 6 генерал-майоров, нёс балдахин над императором от Красного крыльца до Успенского собора. После коронации Леонтьев командовал драгунской дивизией на Украине. 25 февраля 1729 года награждён орденом Св. Александра Невского.
В 1730 году в числе трёх депутатов от Верховного Тайного совета ездил к будущей императрице Анне Иоанновне в Митаву.
В 1731 году назначен членом комиссии о новых штатах и в том же году послан в Низовой корпус. В следующем году он был определён к должности воинского инспектора и назначен состоять при главнокомандующем Низового корпуса, с производством в генерал-лейтенанты, а в 1735 году был генерал-инспектором и членом Военной коллегии. В этом же году он принял участие в качестве начальника отряда в походе Миниха в Крым при начале русско-турецкой войны, потеряв при этом 9000 солдат. В следующем году Леонтьев, командуя 4-й колонной армии, участвовал во взятии Перекопа и Кинбурна. В 1737 году, во время военных действий под Очаковым, Леонтьеву был поручен обоз, подвижной магазин и часть тяжёлой артиллерии. В 1738 году он имел главную команду над дивизиями Д. Кейта и князя Трубецкого и над ландмилицкими полками и отражал набеги крымских и ногайских татар.
Современники отзываются о Леонтьеве как об угрюмом и сварливом солдате, который к подчинённым был взыскателен и строг до жестокости, но вместе с тем признают его храбрым и предприимчивым. Миних, которого Леонтьев считал своим врагом, так характеризует его в записке, поданной Анне Иоанновне в 1737 году:
Генерал-лейтенант Леонтьев старый воин, понимает службу и особенно кавалерийскую и мог бы хорошо служить полковником; он здоров и крепкого сложения, но не имеет честолюбия, ни охоты к службе. Он годится быть в Конюшенном департаменте как охотник и знаток в лошадях такой, какому во всей армии нет подобного.
В 1738 году прекратилась военная деятельность Леонтьева: он был отправлен из армии в Киев для управления «губернскими делами». Назначение это состоялось помимо желания Леонтьева, и он объяснил это недоброжелательством Миниха. В 1740 году Леонтьев был назначен сенатором. Меньше года он присутствовал в Сенате, но в это время ему пришлось принять участие в суде над Бироном. В это время, наконец-то, был достроен дом на участке, пожалованном ему ещё в 1722 году; поскольку Михаил Иванович в Петербурге бывал редко, то строительство дома шло медленно — к 1737 году был возведён лишь первый этаж каменного дома; но в 1741 году постройка была закончена и дом по адресу: 1-я линия Васильевского острова, 12 — принял своих жильцов.
В 1741 году он был произведён в генерал-аншефы и назначен киевским генерал-губернатором и оставался в этой должности до самой смерти. В течение первого года также командовал всеми войсками, находившимися на Украине («главный командир Малороссии»). Представленный им на рассмотрение Сената проект упразднения запорожского самоуправления был положен правительством под сукно.

## Семья
Дореволюционные источники («Русская родословная книга», «Энциклопедический словарь Брокгауза и Ефрона» и т. д.) указывают, что в 1717 году Леонтьев женился на Марии Васильевне Эверлаковой (08.01.1687—25.01.1746), дочери думного дьяка. Похоронен под собором Киево-Печерской лавры; в одном склепе с ним покоится и его супруга, Мария Васильевна Эварлагова; воспроизведены и надгробные надписи. Дети:

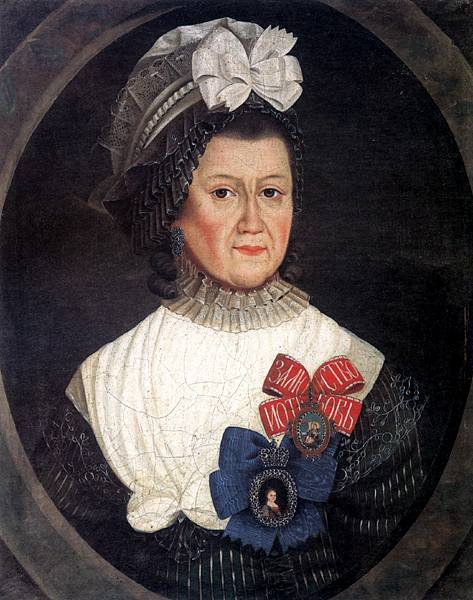
Елизавета Еропкина

- Анастасия (1712—1775), с 1734 года жена князя Ивана Андреевича Дашкова, мать князя Михаила Ивановича Дашкова, свекровь Екатерины Воронцовой-Дашковой.
- Анна (1715—1782), жена князя Петра Ивановича Гагарина; их сын Гавриил Петрович Гагарин стал видным государственным деятелем, одним из крупнейших представителей масонского движения в России.
- Николай (1717—1769), генерал-аншеф; был женат на Екатерине Александровне, сестре Петра Александровича Румянцева-Задунайского.
- Елизавета (1727—1800), с 1754 года — жена генерал-аншефа Петра Дмитриевича Еропкина.
- Мария (1737—1787), с 1758 года — 2-я жена генерал-майора Сергея Михайловича Нарышкина (1706—1765).

Во многих генеалогических компиляциях в качестве жены думного дьяка Эверлакова указана родная сестра князя А. Д. Меншикова. На самом деле на племяннице Меншикова — Анне Яковлевне (или Алексеевне) Головиной — был женат брат Михаила Ивановича Леонтьева по имени Александр (ок. 1675 — 1718), поручик морского флота; 8 декабря 1717 года у них родился сын, восприемником которого стал император Пётр I.